# リ・ジョンソン
リ・ジョンソン（리정성、Ri Jong-song、1982年1月27日 - ）は北朝鮮の男性体操競技選手。床運動で「後方かかえ込み2回宙返り3回ひねり」を世界で初めて成功させ、その技は彼の名前をとって『リ・ジョンソン』と名付けられたドイツのシュトゥットガルトで開かれた2007年の世界体操選手権大会に参加。